# Duplicador de tensió
Un duplicador de tensió és un circuit electrònic que carrega condensadors amb una tensió d'entrada i alterna aquestes càrregues de manera que, en el cas ideal, es produeix exactament el doble de la tensió d'entrada a la de sortida.
La forma més simple d'aquest tipus de circuits és un rectificador que pren una tensió de CA com a entrada i produeix un voltatge de sortida amb el doble d'amplitud del d'entrada però de CD. Els elements que causen la commutació són díodes que s'accionen al rebre la tensió alterna d'entrada. Els duplicadors de tensió CD a CD no operen d'aquesta manera, pel que requereixen d'un circuit diferent que controli la commutació. En aquest cas, comunament cal un element que ocasioni la commutació que pugui ser controlat directament, com un transistor.
Els duplicadors de tensió constitueixen una variant d'un circuit tipus multiplicador, i molts d'ells -però no tots- poden considerar-se una etapa d'un multiplicador d'ordre major. En efecte, col·locar etapes idèntiques de duplicadors en cascada provoca una tensió de sortida de major magnitud.

## Duplicadors rectificadors

### Circuit de Villard

Figura 1. Circuit de Villard.

El circuit de Villard, nomenat en honor de Paul Ulrich Villard, consisteix únicament en un condensador i un díode. Si bé el circuit posseeix el benefici de ser simple, el voltatge de sortida presenta un arrissat pobre. Aquest circuit és essencialment un clamper de díodes. El condensador es carrega en els semicicles negatius del voltatge de CA (V p). La sortida és la superposició del voltatge altern d'entrada i el voltatge continu del condensador. Els pics negatius de la forma d'ona de CA es fixen a 0 V (en realitat, es fixen a la petita tensió del díode - V F) gràcies al díode, de manera que els pics positius de la tensió de sortida és la suma del voltatge V p i de el condensador, el que resulta en 2 V p. El arrissat pic a pic resultant és de 2 V p i no es pot suavitzar a menys que s'adapti el circuit a una forma d'duplicador més sofisticada.

### Circuit de Greinacher

Figura 2. Circuit Greinacher.

El duplicador de voltatge de Greinacher constitueix una millora considerable del circuit de Villard a l'afegir-altres components. En aquest tipus de circuit es redueix l'arrissat, el qual és nominalment zero sota condicions de càrrega de circuit obert, però quan es succiona corrent llavors depèn de la resistència de la càrrega i el valor dels condensadors empleats. Aquesta variant de duplicador empra una etapa de la forma Villard i li agrega a aquesta una cel·la de detector de pics o bé de detector d'envolupant. L'efecte del detector de pics s'aprecia en eliminar la major part de l'arrissat mentre que es preserva el voltatge pic a la sortida. Al circuit Greinacher també se li coneix com duplicador de tensió de mitja ona.

Figura 3. Un cuadriplicador de tensió (dues cel·les Greinacher de polaritats oposades).

Heinrich Greinacher va inventar el circuit en 1913 (encara que ho va publicar en 1914), això a l'obtenir un voltatge de 200-300 V per la seva recentment inventat ionómetro a partir dels 110 V de CA subministrats per les estacions elèctriques de Zúric, els quals no li eren suficients. En 1920 va desenvolupar aquesta idea per multiplicadors en cascada, un concepte anomenat «cascada de cel·les de Greinacher» però que freqüent i erròniament és referit com «cascada de Villard». També se li coneix com multiplicador de Cockcroft-Walton causa del'accelerador de partícules construït per John Cockcroft i Ernest Walton, els qui van descobrir el circuit pel seu compte en 1932.
El concepte del duplicador d'aquesta topologia pot estendre a un cuadriplicador a l'emprar dues cel·les Greinacher de polaritats oposades que reben la mateixa ona de CA. La sortida està conformada per les dues sortides individuals de cada cel·la. Així com succeeix amb un circuit pont, és impossible aterrar l'entrada i sortida del circuit simultàniament.

### Circuit pont

Figura 4. Duplicador de voltatge tipus pont (Delon).

El circuit de Delon utilitza una topologia pont per duplicar tensió, raó per la qual se li coneix com duplicador de tensió de ona completa. Aquest tipus de circuit era comunament trobat en televisions de tub de raigs catòdics, amb la funció de proveir un subministrament d'alta tensió elèctrica. El fet de generar voltatges superiors a 5 kV amb un transformador implica problemes de seguretat en termes d'equip domèstic, i en molts dels casos és antieconòmic. No obstant això, les televisions en blanc i negre requerien d'altes tensions elèctriques de l'ordre de 10 kV, i les de color requerien d'un voltatge encara més gran. Així és quan van començar a emprar-se els duplicadors, ja sigui per augmentar a el doble el voltatge en un debanat del transformador o bé per al voltatge dels debanats flyback de la línia.
El circuit consisteix en dos detectors de pic de mitja ona i funciona a l'igual que una cel·la de detector de pics al circuit de Greinacher. Cadascuna de les cel·les de detectors de bec opera a semicicles oposats de l'ona entrant. Atès que les sortides estan col·locades en sèrie, la sortida és el doble de la valor pic del voltatge d'entrada.